# Skellytown
Skellytown – miasto w Stanach Zjednoczonych, w stanie Teksas, w hrabstwie Carson.